# Ren Han
Pour les articles homonymes, voir Ren.
Dans ce nom chinois, le nom de famille, Ren, précède le nom personnel.
Ren Han (en Chinois : 任瀚; pinyin: Rén Hàn), né le 27 février 1984 à Tianjin, est un artiste plasticien chinois. Il vit et travaille actuellement à Paris et à Pékin.

## Biographie
Ren Han est né le 27 février 1984  à Tianjin en Chine. Il est diplômé du Département de peinture à l’huile de l’Académie des Beaux-Arts de Tianjin en 2006, puis diplômé DNSEP à la Villa Arson de Nice en 2011. La même année, il est sélectionné pour la Jeune Création en France. En 2017, Ren Han a remporté le Rock Award de la Wang Shikuo Art Foundation et Today Art Museum. En 2019, il a été sélectionné au Salon de Montrouge.
Le travail de Ren Han peut être considéré comme une série de recherches systématiques sur la création artistique, l’image et l’expérience visuelle, profondément enracinées dans le contexte de la consommation culturelle visuelle à l’ère post-réseau. Ses œuvres comprennent des dessins, des installations et des œuvres in-situ. Il reproduit et traite des objets/images trouvés. La relation étrange et primitive entre les êtres humains et la nature est le thème souvent abordé par Ren Han. Il remet en question le sens de la construction et de la destruction continues des êtres humains entraînées par le désir. La dualité présentée dans ses œuvres dénote non seulement la coexistence éternelle des oppositions binaires de soi et de l’autre, mais aussi les relations philosophiques de l’esprit et de la matière, de l’esprit et du corps, ainsi que de l’homme et de la nature.
En plus de son travail d’artiste, il est également cofondateur des Space Regeneration Projects.

## Expositions

### Expositions Individuelles (Sélection)
2020  
- La Bibliothèque de Ren Han, Yishu 8 Chez Tante Martine, Paris[2]

2019
- Solo Show, Raibaudi Wang Gallery, Paris

2017  
- Vide et Cendres, Qi Mu Space, Pékin

2016  
- Miroir Image, C-Space, Pékin

2014  
- Emulating Nature, C-Space, Pékin

2012 
- Studiolo #2, Less Is More Projects, Paris[3]

### Expositions collectives (Sélection)
2021  
- Wake-Up Call, Poush Manifesto, Paris

2020  
- A Kind of Form, Song Art District, Pékin

2019  
- A Ten Year, OWSPACE X Taikang Space, Aranya
- The Time in Between, George V Art Center, Pékin
- 64e Salon de Montrouge, Le Beffroi, Montrouge

2017  
- A New Collection of Poetry, AMNUA, Nanjing
- Amassing Force – 2017 Prix Wang Shikuo, Today Art Museum, Pékin
- Multiple Halo, XI Contemporary Center, Dongguan

2016  
- Puzzles, OCAT Xi'an, Xi'an
- Up-Youth:Champ Expérimental des Jeunes Artistes, Beijing Times Art Museum, Pékin
- Ghost in Flash: After Photography, Taikang Space, Pékin

2015  
- JIMEI x ARLES International Photo Festival| Engine: The Image-triggered Mechanism of Artistic Production, Jiageng Art Center, Xiamen
- 24 Art Project – Naissance, Today Art Museum, Pékin

2014  
- Look Into the Far Horizon – New Voices of Chinese Contemporary Art, Musée des Arts Asiatiques, Nice
- Paper Being, Tianjin Art Museum, Tianjin

2013  
- Unboundedness, Centre Cultural de Chine, Berlin
- Spiritualité Contemporaine, Eglise Saint-Louis de l'hôpital de la Pitié-Salpêtrière, Paris

2012  
- Nouvelles Directions: Jeunes Artistes Contemporains Chinois, Musée d’Art Moderne de Moscou (MMOMA), Moscou

2011  
- Jeune Création 2011, Centquatre, Paris
- Demain C’est Loin, Galerie de la Marine et Villa Arson, Nice